# Estación de Schelle
La estación de Schelle es una estación de tren belga situada en Schelle, en la provincia de Amberes, región Flamenca.
Pertenece a la línea  de S-Trein Antwerpen.

## Situación ferroviaria
La estación se encuentra en la línea línea 52 (Amberes-Dendermonde).

## Intermodalidad
| Schelle Station |                   |
| Autobuses de Amberes |                   |
| --- | ----------------- |
| \| Línea \| Recorrido \| \| ----- \| ----------------- \| \| 183 \| Groenplats ↔ Niel \| \| 294 \| Aartselaar ↔ Boom \| |                   |
| Línea | Recorrido         |
| 183 | Groenplats ↔ Niel |
| 294 | Aartselaar ↔ Boom |